# Taylorsville (Utah)
Taylorsville je město v okresu Salt Lake County ve státě Utah ve Spojených státech amerických. K roku 2000 zde žilo 57 439 obyvatel. S celkovou rozlohou 27,7 km² byla hustota zalidnění 2 075,7 obyvatel na km².